# Lad, A Dog
Cet article concerne le roman publié en 1919. Pour l'adaptation cinématographique de 1962, voir Lad, A Dog (film).
Lad: A Dog est un roman américain datant de 1919 écrit par Albert Payson Terhune (en) et publié par E. P. Dutton. Composé de douze nouvelles publiées pour la première fois dans des magazines, le roman est basé sur la vie de Terhune, qui avait un chien de race Colley nommé Lad. Né en 1902, Lad était un colley non enregistré de lignée inconnue appartenant à l’origine au père de Terhune. La mort de Lad en 1918 a été pleurée par de nombreux fans de l’histoire, en particulier les enfants.
A travers les récits des aventures de Lad, Terhune exprime son point de vue sur l’éducation, l’obtention d’une obéissance parfaite sans violence, la nature et les droits des « bien élevés ». Terhune a commencé à écrire les histoires en 1915 à la suggestion de son rédacteur en chef du Red Book Magazine. Ils gagnèrent en popularité et, comme Terhune avait l’obligation par son contrat de soumettre quelque chose à Doubleday-Page, il rassembla les histoires sous forme de roman. Après que Doubleday eut rejeté le roman, Terhune sollicita d’autres éditeurs jusqu’à ce qu’il soit repris par Dutton. Après un lent démarrage, le roman devient un best-seller dans la fiction adulte et les marchés de la fiction pour enfants, puis il sera classé comme un roman jeune adulte par Grosset et Dunlap dans les années 1960 et 1970. Vendant plus d’un million d’exemplaires, c’est le best-seller de Terhune et celui qui l’a propulsé à la gloire. Il a été réimprimé plus de 70 fois par Dutton et réédité par divers éditeurs depuis sa sortie originale, dont au moins six traductions internationales.
Les critiques contemporaines ont salué le style d’écriture de Terhune et l’attrait général de l’histoire, tandis que les éleveurs de chiens ont critiqué ses personnages canins irréalistes. Dans les critiques rétrospectives, certaines ont considéré que le roman avait mal vieilli et que Terhune a montré peu de compétences d’écriture réelle, mais ont noté que le roman a été en mesure de retenir l’attention du lecteur car il a déclenché le désir du lecteur d’avoir un tel chien idéal. Terhune lui-même considérait le roman comme un « travail d’écrivaillon » et ne comprenait pas pourquoi il était si populaire. En raison de sa réception, il a continué à publier deux romans supplémentaires mettant en vedette Lad et un mettant en vedette le fils de Lad, Wolf, ainsi que de nombreuses autres histoires fictives mettant en vedette des chiens. Warner Brothers a publié un en juin 1962. Entre 1997 et 1998, Margo Lundell a publié une série de quatre livres d’images pour enfants basés sur trois des histoires du roman.

## Résumé des nouvelles

### Son compagnon
Un colley nommé Lad vit à Place avec son Maître, Maîtresse, et sa compagne, Lady. Lorsque Knave, un jeune colley, arrive à Place, Lady commence à ignorer Lad en faveur du nouveau venu. Lors d’une escapade dans la forêt avec Knave, Lady est prise dans un piège à mâchoires. Knave la laisse là et rentre à la maison, mais Lad la trouve. Quelques jours plus tard, Lady qui boitait encore se retrouve accidentellement enfermée dans la bibliothèque et sera accusée par la suite pour la destruction de l’aigle à tête blanche bien-aimé du Maître. Le Maître commence à la fouetter, mais Lad intervient et reçoit le fouet à la place de Lady, sachant que Knave était le coupable. Plus tard, Lad attaque Knave pour avoir causé des ennuis à Lady, l’obligeant à fuir Place. Le Maître s’excuse alors auprès de Lad, et Lady lèche avec amour ses blessures du combat.

### Calme
Par une froide journée d’octobre, la Maîtresse tombe dans le lac et développe une pneumonie. Comme la maison doit rester calme pendant son rétablissement, les chiens sont envoyés dans un chenil, sauf Lad qui doit garder le silence. Une nuit, un voleur s’introduit dans la maison, espérant profiter de l’absence des chiens. Après être monté par une fenêtre, Lad attaque le voleur en silence. Pendant le combat qui s’ensuit, Lad est coupé avec un couteau avant d’envoyer l’homme s’écraser par la fenêtre. Le bruit réveille les humains de la maison et le voleur est arrêté. Une fois la blessure de Lad soignée, il apprécie les louanges de la Maîtresse, puis s’éloigne de la maison pour profiter d’une longue séance d’aboiements.

### Un miracle ou deux
Un printemps, un parent de la Maîtresse amène son enfant invalide, Baby, à Place dans l’espoir que ce nouvel environnement l’aidera à grandir plus fort. Lad se lie immédiatement d’amitié avec la petite fille et devient son compagnon constant. L’été, Baby est de plus en plus en meilleure santé, mais elle est toujours incapable de marcher. Un après-midi, la mère assoit l’enfant près du lac, puis s’en va pour aller voir le Maître et la Maîtresse, qui reviennent de la ville. Lad sauve la petite fille d’un serpent venimeux, mais la mère affolée pense que Lad a attaquée Baby et commence à le battre. Pour protéger son amie, Baby parvient à marcher doucement vers sa mère et à expliquer ce qui s’est passé. Pendant que les humains s’agitent au sujet de l’événement, Lad se faufile et passe quatre jours enterrés dans la boue des marais pour extraire le poison du serpent.

### Son petit fils
Lady donne naissance à trois chiots, mais deux meurent soudainement, elle porte alors toute son attention sur le seul chiot survivant, Wolf. Plus tard, Lady développe la maladie de carré (maladie des chiens) et sera envoyée chez le vétérinaire. Lad prend donc la relève et enseigne solennellement à son fils la loi de Place. Wolf commence à aimer et respecter son père et oublie bientôt sa mère, bien que Lad continue de la chercher tous les jours. Un mois plus tard, Wolf tombe à travers la glace du lac semi-gelé, et Lad se noie presque en le sauvant. Alors que Lad titube sur le rivage, il est accueilli par Lady, enfin retrouvée.

### Pour un bout de ruban
Le maître et la maîtresse inscrivent Lad dans le Westminster Dog Show à New York, à la déplaisance de Lad qui n’aime pas le bain et le brossage qui l’attend. Consternés d’apprendre que Lad devra rester enchaîné à un petit banc pendant les quatre jours de l’événement, ses propriétaires commencent à regretter de l’avoir amené. À leur grande joie, Lad remporte le ruban bleu (en) dans les classes Novice et Gagnant, et ils décident de ne pas le soumettre au séjour de quatre jours. Quand ils annoncent à Lad qu’il rentre chez lui, il se réjouit.

### Perdu!
En raison des règlementations de la ville, le Maître et la Maîtresse sont obligés de museler Lad quand ils le sorte avec eux. Durant la sortie en voiture, Lad tombe de la voiture et il est laissé derrière. Après avoir réalisé qu’il est perdu, Lad commence à retourner vers la maison. Le long du chemin, il est poursuivi par la police et une foule de gens, qui supposent qu’il est enragé, mais il leur échappe en nageant dans le fleuve Hudson. Plus tard, il est attaqué par un chien de garde, mais il refuse de fuir la bataille. Lad lutte d’abord pour se défendre alors qu’il est muselé, mais l’autre chien mord par inadvertance à travers la sangle qui tient la muselière, ce qui permet à Lad de le vaincre rapidement. Quand le Maître et la Maîtresse reviennent de la recherche de Lad, ils le trouvent attendant sur le porche.

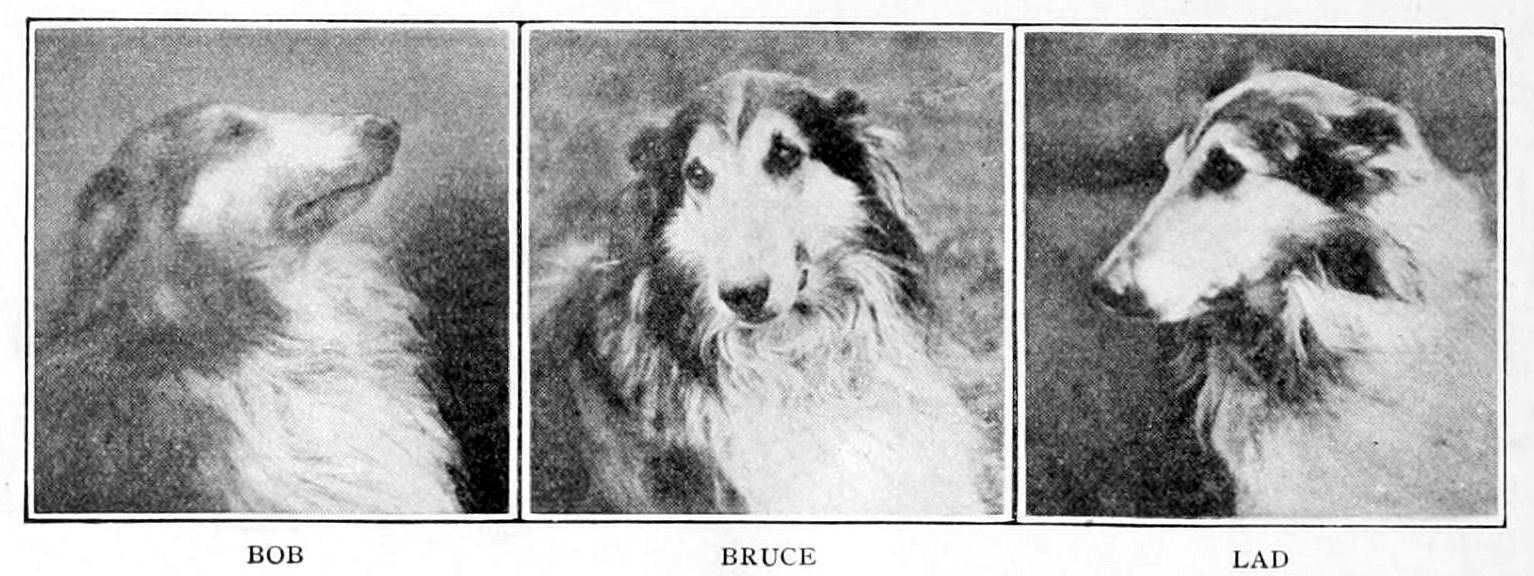
Photos des colleys (Bob, Bruce, Lad) imprimées sur carte postale par Sunnybank au début des années 1900.

### Le retour
Glure, un riche voisin qui se considère comme noble provincial, s’arrête à Place pour une nuit sur le chemin du retour d’un spectacle de bétail avec son troupeau de moutons. Pendant la nuit, le « mouton de Prusse » de Glure, Melisande, inquiète les autres moutons et dans la panique s’échappent de l’enclos. Bien que Lad n’ait jamais vu de moutons, il les fait instinctivement se rassembler tout en gardant Melisande sous contrôle. Lorsque les humains arrivent pour ramener les moutons à la maison, le berger Glure s’excuse d’avoir insulté plus tôt Lad et propose d’échanger Melisande contre Lad.

### Le chapeau d’or
Fatigué de ses pertes de bétail importé à prix élevé dans les expositions locales, Glure prépare un spectacle canin avec un prix spécial, une coupe d’or qui est limité seulement aux colleys qui sont à la fois gagnants du ruban bleu du Kennel Club Américain et sont capables de remplir les tâches d’un chien de berger britannique. Au début, il semble que le seul chien qui réponde aux exigences est le colley bleu-merle récemment acheté de Glure, nommé Lochinvar III, cependant la Maîtresse est en mesure de commander Lad par le procédé de la voix. Lochinvar III travaille principalement par signal de la main, lorsque Glure se brûle accidentellement les doigts sur son cigare tout en utilisant la voix, le chien cesse de travailler et attend que Glure secoue la main pour être expliqué. Le chien est disqualifié et Lad est déclaré vainqueur. Le Maître et la Maîtresse font don de la coupe d’or à la Croix-Rouge en son nom.

### En parlant d’utilité
Glure tente d’encourager le Maître à soutenir « l'effort de guerre » en tuant ses animaux non utiles, y compris ses chiens. Le Maître souligne rapidement que Glure lui-même n’a pas sacrifié ses chiens, mais qu’ils sont morts de la maladie de carré. Signalant que Lad venait de chasser un intrus de Place, il soutient farouchement que ses chiens sont la meilleure protection de sa maison. Quelques jours plus tard, au cours d’une exposition de bétail, Lad attaque le nouveau palefrenier de Glure, le reconnaissant comme l’intrus qu’il a chassé plus tôt. L’attaque de Lad libère accidentellement un taureau vicieux, qui entre dans une rage meurtrière. Lad abandonne alors son attaque contre le palefrenier afin de le protéger du taureau. Le taureau poursuit Lad sur la rivière et se retrouve coincé dans la boue. Le Maître détermine rapidement pourquoi Lad a attaqué l’homme et Glure les remercie à contrecœur.

### Le meurtrier
Lad est accusé d’avoir tué huit moutons appartenant à un voisin. Lorsque le Maître refuse de croire aux accusations, elles sont portées devant le tribunal où le fermier voisin témoigne qu’il a vu Lad tuer deux de ses moutons. Le Maître démontre avec succès l’improbabilité d’un seul chien pouvant tuer six moutons en deux nuits et que les deux moutons morts laissés derrière ont été clairement coupés avec un couteau, pas avec des dents. Lad obtient une libération conditionnelle de 24 heures, le Maître demande au juge de l’accompagner chez le voisin ce soir-là, où ils découvrent que le fermier volait réellement les moutons, puis en tuait un de chaque lot pour mettre le blâme sur Lad.

### Wolf
Wolf, le compagnon et ami du petit garçon, est très intelligent et un excellent chien de garde. Le petit garçon est contrarié qu’il ne soit pas autorisé à entrer dans les expositions de chien, bien qu’il comprenne que Wolf ne réponde pas aux normes de race. Alors que la famille est à une exposition canine avec Bruce et Lad, Wolf est empoisonné par un intrus. Ayant seulement mangé une partie de la viande contaminée, Wolf est toujours en vie, lorsque le voleur retourne à la maison cette nuit-là, il se fait mordre deux fois par Wolf qui protège Place. Le voleur s’échappe, mais sera plus tard appréhendé par la police tout en étant traité pour ses morsures. Wolf récupère et se voit remettre un trophée « la coupe du héros », au grand plaisir du petit garçon.

### Dans la journée du combat
Par une journée froide et enneigée, Lad âgée de treize ans se sent vexé lorsque Wolf qui a trois ans ne l’invite pas à se joindre à lui et à Rex, un colley de cinq ans et un bull-terrier pour une course dans les bois. Plus tard, Lad va faire une promenade, en suivant leur chemin. Quand il les rencontre sur le sentier, plutôt que de laisser passer Lad, Rex l’attaque brutalement. Avec ses dents émoussées par la vieillesse, Lad est incapable de vraiment se défendre. Refusant de simplement courir, il se défend du mieux qu’il peut tout en reculant vers la maison, à 800 mètres. Bien que Wolf le trahisse et rejoigne Rex dans le combat de vie ou de mort, Lad parvient à s’approcher suffisamment de la maison pour que Bruce entende la bataille et alerte le Maître et la Maîtresse. Le Maître est forcé de tuer Rex après que le chien fou se soit retourné contre lui. Après quatre semaines de guérison de ses blessures, Lad est en mesure de sortir à nouveau et Wolf se tient à ses côtés, reconnaissant que Lad soit toujours le chef des chiens de Place.

## Thèmes

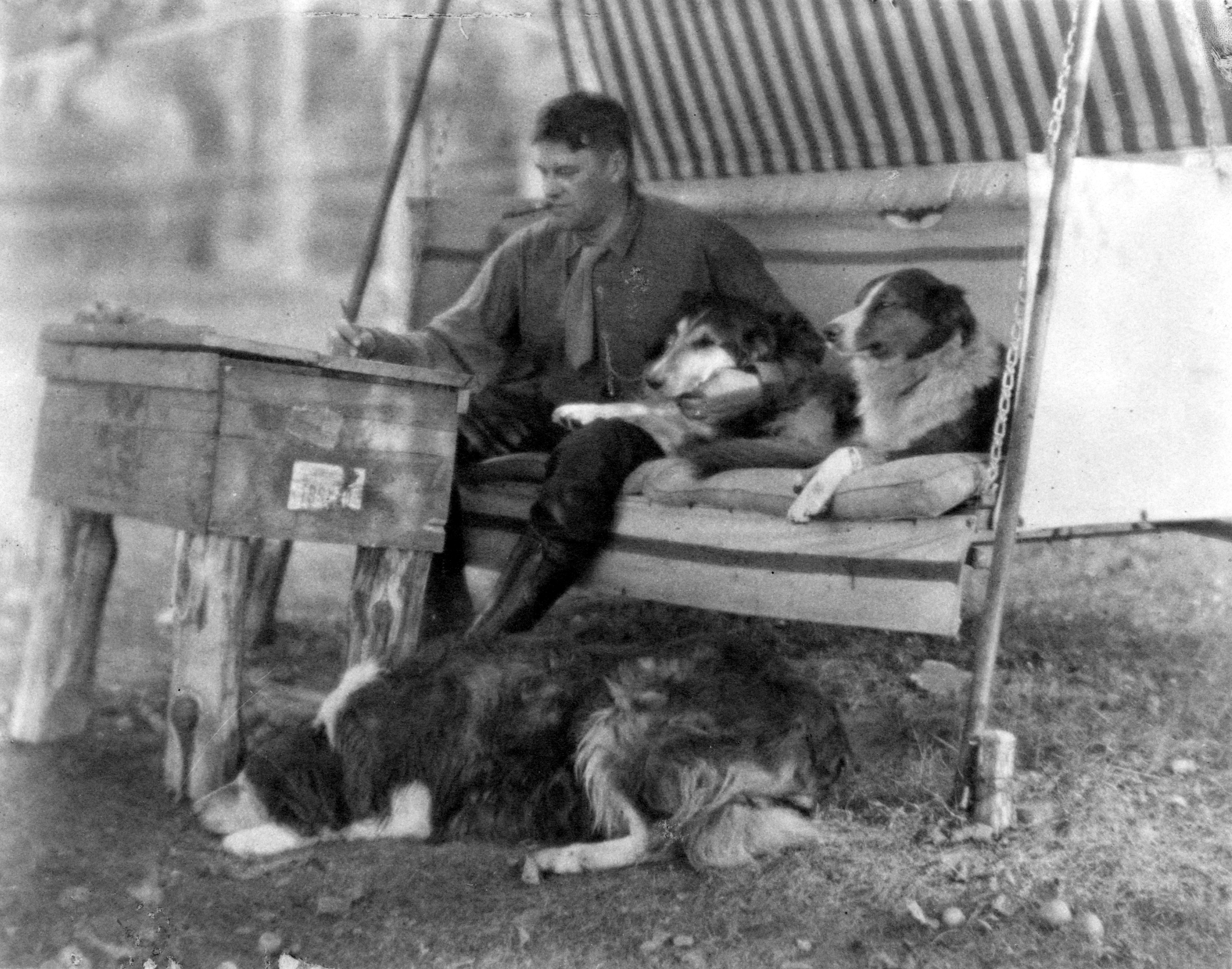
Terhune a écrit ses histoires en compagnie de ses Colleys, y compris Lad, qui est couché sur le sol sur cette photo.

Les histoires de Lad avaient tendance à suivre un modèle similaire que Terhune a utilisé tout au long de sa fiction,. Le personnage principal était un « personnage noble, presque saint » qui pouvait s’engager dans la bataille, la vengeance autant que nécessaire, et doté d’une intelligence surnaturelle, la loyauté, et la compréhension des besoins de ses propriétaires,. Lad se battait généralement avec un méchant, un humain ou un autre chien, pour défendre un humain ou un animal sans défense.Dans chaque histoire, Terhune parlait d’un ton positif et autoritaire tout en donnant diverses bribes d’information sur le comportement canin et la manière de pensée. S’inspirant de lui-même et de sa femme, Anice, dans le roman, Terhune place le personnage du « Maître » comme un « homme juste, strict, bien intentionné mais souvent plutôt déprimant » qui pouvait être trop sentimental et qui était équilibré par la « sagesse, calme et patience » de la « Maîtresse ». 
Un des thèmes de Lad: A Dog est l’obtention d’une obéissance parfaite sans recours à la violence. À travers les histoires des personnages, Terhune a tenté d’expliquer les actions inexplicables de Lad à l’aide de « mythologies de l’atavisme », il reflète l’idée d’une relation idéale entre un parent et un enfant, à savoir une « idéologie d’un instinct noble tempérée par un entraînement strict ». Un narrateur inconnu à la troisième personne reflète également le point de vue et les valeurs de Terhune concernant la violence, qui est à la fois repoussée et embrassée. Reflétant le patriarcat et l’idée d’une créature vivante qui obéit sans poser de question et sans hésitation, le roman indique que « l’obéissance parfaite et la soumission à la volonté d’un maître » peuvent être obtenues sans avoir besoin de violence ou de force. En effet, Terhune dénonce régulièrement l’usage du châtiment physique pour gagner l’obéissance. Par exemple, dans l’histoire Son Petit Fils, Lad prend en charge l’éducation de son fils, en utilisant un système d’entraînement rationnel et équilibré qui reflète « la discipline et la bonté ferme ». En fin de compte, Lad a une relation plus forte, basée sur l’amour avec son fils par rapport à celle du chiot avec sa mère, car Lady a un caractère plus strict. En effet, Lady a élevé leur fils en utilisant la force physique pour imposer sa volonté, et donc après qu’elle soit parti pour une longue période, elle est oubliée par lui comme il ne détient aucun amour pour elle.
Dans le roman, la Loi interdit la violence entre les habitants à Place. Malgré les règles apparemment inflexibles, elles sont en fait brisées plusieurs fois, mais toujours pour une « bonne raison ». Dans l’histoire Son Compagnon, Lad rencontre Lady et veut gagner son cœur. Il est clairement « captivé » par l’apparence de Lady. Comme Terhune semble réticent à noter les faits de l’accouplement canin, la période de chaleur de Lady n’est jamais mentionnée. Au contraire, la relation ressemble dans le contexte à un « triangle amoureux et courtois d’humain » lorsque Knave vient à Place, Lady oublie Lad et se pavane pour le nouveau venu. Quand on croit que Lady a détruit un aigle à tête blanche, le Maître enfreint les règles contre la violence et a l’intention de la battre. Lad, à son tour, viole les règles de l’obéissance parfaite et grogne, devenant l’objet de la punition et se fait frapper à sa place. À la fin de l’histoire, lorsque le Maître s’est rendu compte qu’il s’était trompé, il s’est excusé auprès de Lad d’avoir battu le mauvais chien. Malgré le thème général de la non-violence du roman, « l'attachement déraisonnable du Maitre à l’oiseau » devient la motivation de sa « cruauté envers les chiens sans défense », mais Lad perçoit les actions du Maître comme « raisonnables et fonctionnelles ». Bien que les nombreux principes de la loi interdisent la violence sous diverses formes, si les chiens nuisent à quelque chose de valeur sentimentale, il est jugé justifiable de les traiter avec toute « quantité de violence » . Ce changement est considéré comme le reflet d’un manque de maturité chez le Maître, et de son « comportement puéril de faire ce qu’il souhaite » montrant un désir d’avoir le contrôle et l’ordre sur ce qui ne peut jamais être parfaitement ordonné : la vie quotidienne. Dans de nombreuses histoires, un thème cohérent est l’imposition de la volonté par le Maître, derrière laquelle se trouve « la rage aveuglante d’un enfant qui ne peut pas obtenir exactement ce qu’il veut ».
Les chiens de Place sont entraînés et commandés pour contrôler les actes violents contre les occupants ou les invités de Place, pourtant les cibles qu’attaquent Lad sont récompensées comme un acte « glorieux » en utilisant la violence. Tout au long du roman, Lad est victorieux dans les batailles contre deux voleurs, un taureau en fuite, un « Noir envahisseur », et quatre autres chiens, y compris une bataille contre deux chiens à la fois. Chacune des batailles est considérée comme un combat à mort, avec des détails complexes sur la tactique et les forces d’un affrontement. Terhune le dépeint comme un « noble sauvage » qui est « semblable à l’homme, mais meilleur que l’homme » et qui adore, et est adoré par ses humains.
Un autre thème souvent reflété est celui de l’élevage, dans plusieurs sens : « pedigree, un sens inné des manières et des comportements, et, elliptiquement, le sexe ». Présentant des vues contemporaines du « droit et noblesse oblige », le roman reflète la place de Terhune en tant que membre de l’aristocratie et tente de « justifier les droits naturels des bien élevés ». Place appartient à une famille riche, qui doit être protégée contre les menaces des étrangers, des voleurs de toutes sortes, des Nègres, des braconniers et des sans-abris. Dans le roman, Terhune note les dispositions de la « Loi des invités », qui reflètent une crainte de « l’épave de la politique américaine ». Dans le personnage de Hamilcar Q. Glure, il manifeste son aversion pour les nouveaux riches, ceux qui ont réussi à devenir « les nouveaux nobles », sur ceux nées et élevées dans la richesse.
Le roman se concentre également sur la compétition dans les lieux des expositions canines et de combat. Dans le roman, en dépit des spectacles déplaisants et d’être dans un « vieux style », Lad le colley est un « pure noble » qui lui permet de gagner en dépit des préférences pour des « qualités plus superficielles ». Lad obéit à la Loi en partie à cause de son hérédité en tant que pur-sang, et le Maître se considère comme un pur-sang en raison de ses « caractéristiques raciales qui sont enracinées dans son sang ». Souvent, Terhune fait référence à l’atavisme, attribuant l’appel de Lad aux instincts héréditaires à la présence « d'une souche de loup » dans le cerveau de tous les colleys. Cette idée reflète aussi le pouvoir des humains sur la nature.

## Histoire
Albert Payson Terhune était un journaliste bien établi et auteur de plusieurs livres de divers genres, dont des histoires et des thrillers, lorsqu’il a écrit sa première nouvelle canine, il s’agissait de Son compagnon. Ray Long, alors rédacteur en chef du Red Book Magazine, avait plaisanté en suggérant d’écrire un article sur Lad un après-midi, quand le chien réticent avait mis sa tête sur le genou de Long après avoir snobé le visiteur familier pour la dernière année,,. Ayant déjà essayé de promouvoir l’idée de ses histoires de chien d’écriture aux magazines pendant plusieurs années, Terhune accepta volontiers. La première histoire met en vedette trois colleys, Lad, Lady et Knave, et suit toujours un modèle similaire de ses œuvres précédentes : un mâle moyen (Lad) protège une belle femelle (Lady) d’un plus grand méchant (Knave). Long acheta l’ouvrage pour le magazine Red Book pour 200 $ et le publia dans le numéro de janvier 1916. Quatre magazines demandaient des histoires similaires, et Terhune s’y conforma, les trouvant faciles à écrire et à vendre,. D’autres articles, tous mettant en vedette Lad et intitulés Las Stories, ont été publiés dans le Saturday Evening Post, le Ladies' Home Journal, Hartford Courant et le Atlantic Monthly, bien que le magazine Red Book soit demeuré son éditeur principal,,. En 1918, les histoires avaient gagné en popularité et Terhune recevait en moyenne 1000 $ chacun pour les contes, dont certains se vendaient jusqu’à 2500 $,. Bien que commercialisés comme de la fiction, les gens qui connaissaient les Terhunes et Lad croyaient que les histoires étaient réelles.

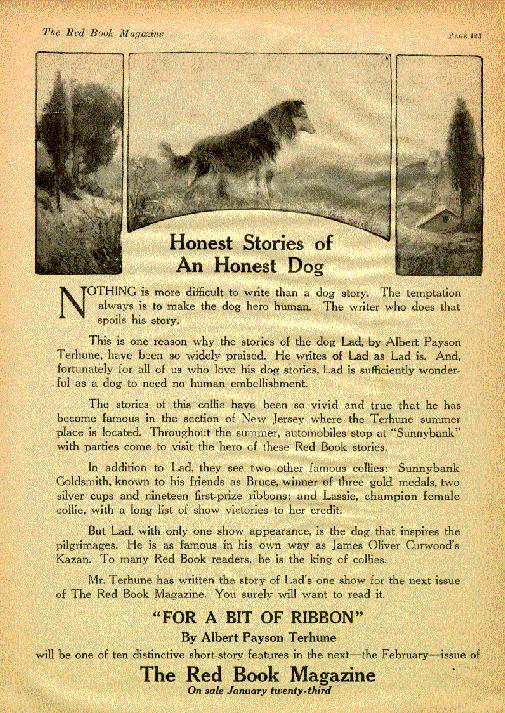
Une publicité dans le magazine Red Book (1918) pour l’une des nouvelles de Terhune sur Lad.

En 1918, Long a commencé à supplier Terhune de publier un livre de ses histoires de chien, mais Terhune lui-même n’a pas été convaincu au début. Il ne les considérait comme rien de plus que « l’écriture d’écrivaillon » et inférieur à ses autres œuvres. Même après que Long l’ait convaincu de l’amour du public pour les œuvres, Terhune n’a d’abord rien fait pour atteindre l’objectif. Plus tard cette année-là, Doubleday-Page, qui avait publié le dernier roman de Terhune, Fortune, lui demanda de voir son prochain livre tout en lui rappelant que leur contrat leur donnait le droit de refuser le livre. Voulant échapper à cet éditeur en raison de la piètre performance de Fortune, Terhune décida de suivre la suggestion de Long afin qu’il puisse utiliser le livre d’histoires de chiens pour remplir son obligation de contrat. Après avoir rassemblé les vingt histoires de Lad qu’il avait écrites jusqu’à présent, il les réorganisa en chapitres et soumit le livre. Il n’était pas surpris qu’il ait été rejeté, mais dans la lettre de refus, la compagnie a fait référence au roman de 1898 d’Alfred Ollivant (en), Owd Bob (en) et au roman de Jack London’s publié en 1903, L’appel de la forêt comme des « pièces de travail supérieures ». Comme Terhune lui-même considérait les deux auteurs comme des écrivains peu influents, il est devenu déterminé que Lad: A Dog serait publié. John Macrae de E. P. Dutton, qui aimait beaucoup les chiens, a trouvé les histoires « simples mais charmantes » et a estimé que le public les aimerait beaucoup.
Lad: A Dog a été publié par Dutton en avril 1919, un an après la mort réelle de Lad,. Terhune continua de recevoir des redevances pour le roman jusqu’à sa mort. Son épouse, Anice Terhune, a cessé de recevoir les redevances après leur avoir cédé les droits, ainsi que ceux de Bruce et de His Dog (en) en échange d’ E.P. Dutton acceptant de publier et d’imprimer perpétuellement son œuvre Across the Line, une série supposée de conversations qu’elle a eu avec son défunt mari. Grâce à cette entente, Dutton est devenu le seul propriétaire du droit d’auteur de Lad: A Dog. John Macrae décida plus tard que l’entente n’était pas entièrement équitable pour Anice Terhune et la modifia pour lui verser un paiement de 100 $ par mois pour le reste de sa vie, ce qui dépassait probablement les profits qu’ils avaient réalisés sur les romans au fil des ans.

### Vie de Lad
Les preuves disponibles indiquent que le vrai Lad est né en décembre 1902 et qu’il est passé par les mains d’au moins deux propriétaires avant de venir à Sunnybank. Un article d’un album de famille Terhune indique qu’il était probablement un chien adulte au moment où il est arrivé, peut-être pas avant qu’Albert Payson Terhune ait acheté Pompton Lakes, dans le New Jersey propriété de sa mère en 1909,.
Contrairement au personnage fictif de Lad, il n’était pas inscrit au Kennel Club Américain et n’était pas un chien de spectacle,,. Son pedigree aurait été perdu par l’un de ses anciens propriétaires, mais il ne faisait aucun doute qu’il s’agissait d’un colley de race pure. À un moment donné, la femme de Terhune, Anice, a affirmé que Lad avait vingt titres de champions Colley dans son pedigree, mais cela n’a jamais été confirmé. Le 4 juillet 1917, Lad a participé à une exposition canine, même s’il n’avait pas de papiers sur son pedigree. C’est le seul spectacle auquel il a assisté et il a remporté la Coupe Veteran. Comme dans le roman, Lad était extrêmement « réservé » avec des étrangers, voulant faire peu de choses avec quiconque en dehors de la famille.

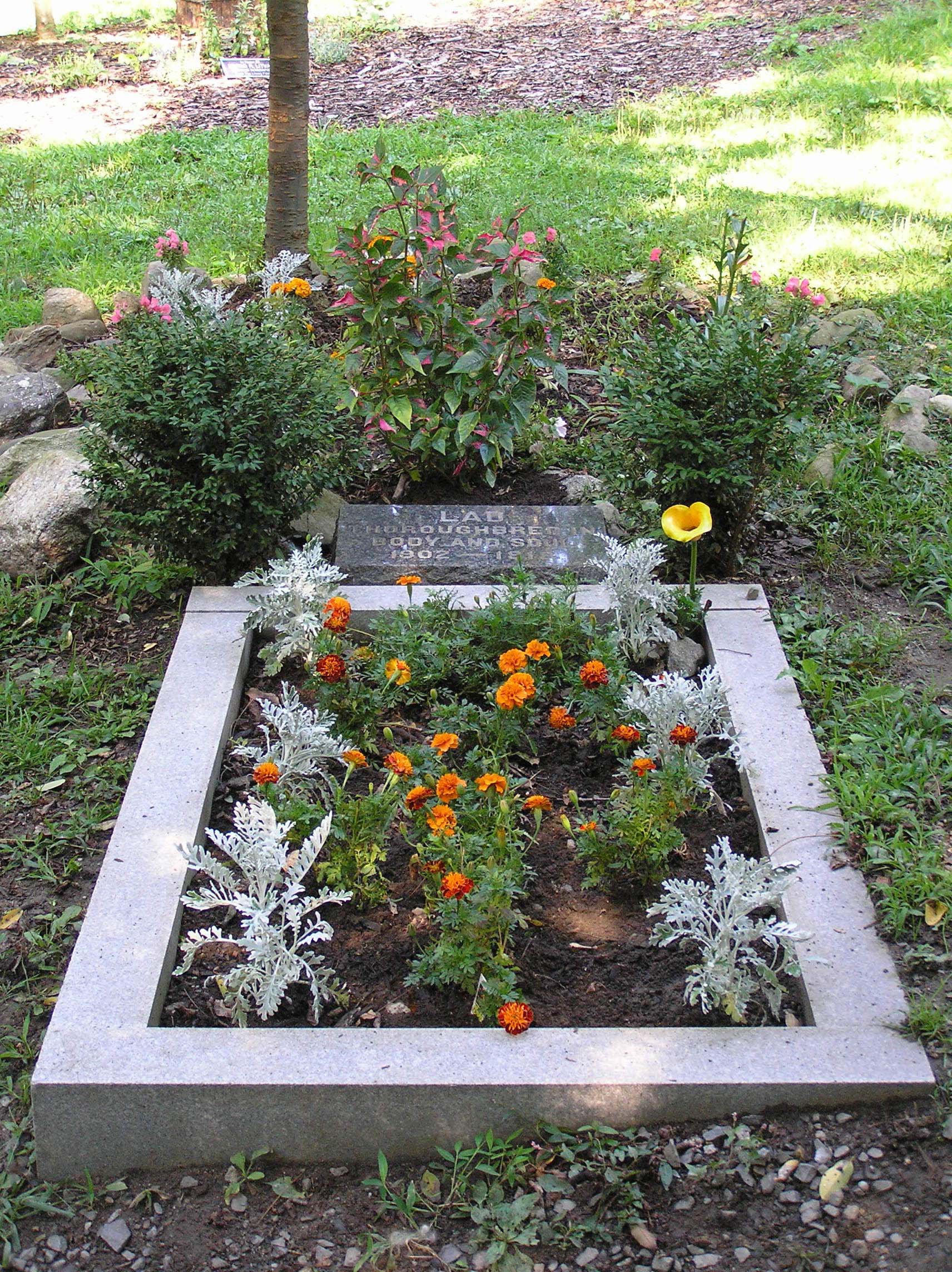
La tombe de Lad à Sunnybank.

Terhune a fait don d’une partie des revenus tirés des articles du magazine à la Croix-Rouge et à la Croix-Bleue au nom de Lad, ce qui lui a valu les croix honorifiques des deux groupes. Quand Lad avait quinze ans, il perdit son ouïe, après quoi les autres chiens à la résidence commencèrent à l’ignorer et vice versa. Lad mourut le 3 septembre 1918, après avoir eu une tumeur au cœur pendant cinq ans avant sa mort. La notice nécrologique de Lad a été publiée dans plusieurs pages du numéro du 14 septembre 1918 du magazine Field and Fancy. Il fut enterré près de l’allée de la Sunnybank avec les Croix honorifiques qui lui furent décernées. Il a été pleuré par des milliers de fans qui avaient lu les histoires de Terhune, avec des dizaines de lecteurs, principalement des enfants, visitant Sunnybank pour voir la tombe de Lad. En une saison, plus de 1 700 visiteurs sont venus voir la tombe de Lad, ce qui a incité Terhune à fermer l’endroit aux visiteurs pour la journée.
Après la mort des Terhunes, Sunnybank se détériora lentement, la maison et une grande partie du terrain étant détruites. Une grande partie de la propriété a été vendue par l’Albert Payson Terhune, Inc., un organisme établi dans les testaments de Bert et d’Anice Terhune pour fournir des fonds à un organisme de bienfaisance, la Fondation Terhune. Les dix dernières acres de la propriété ont finalement été vendus à un promoteur immobilier, qui comprenait la maison, les tombes des colleys Terhune et les vieux chenils des chiens. En 1967, le canton de Wayne a condamné cette portion restante de Sunnybank. L’année suivante, le canton fait des acres restants un parc historique, le parc commémoratif Terhune. Le Van Riper-Hopper Historic House Museum, situé à plusieurs kilomètres, expose les écrits de Terhune, les prix remportés par les colleys de la Sunnybank et d’autres souvenirs,. Les tombes de Lad, Lady, Wolf et des autres chiens sunnybank y sont conservées et mises à la disposition des visiteurs. Des morceaux de poils de Lad sont entreposés à la Bibliothèque du Congrès, ayant été donnés par Anice. Des rencontres annuelles à Sunnybank sont organisées par la Collie Health Foundation le troisième week-end d’août, au cours desquelles des conférenciers familiers avec Terhune et ses chiens prennent la parole, des séminaires et des visites guidées sont organisés et divers événements et concours axés sur les colleys sont organisés. En 2005, Marilyn R. Horowitz a publié un calendrier sunnybank, dont le produit a été utilisé par le Mémorial Sunnybank de Terhune pour restaurer la tombe de Lad, qui était tombée en mauvais état, et pour aider à entretenir les terrains de Sunnybank.

## Réception et critique
Les histoires originales de Lad ont été bien reçues par les lecteurs de leurs magazines respectifs. Après la parution de Son compagnon dans le magazine Red Book, les lecteurs ont commencé à demander d’autres histoires. Le rédacteur en chef Ray Long, qui a d’abord acheté Son compagnon, a considéré l’histoire Dans la journée du combat comme l’un des vingt premiers articles parus dans le Livre rouge à l’époque où il en était le rédacteur en chef. Le succès des histoires a propulsé Terhune à la célébrité, lui permettant d’acheter Sunnybank à sa mère et de quitter un emploi détesté travaillant pour un journal pour devenir un écrivain indépendant à temps plein. Bien que le roman ait été initialement ignoré par les critiques, en quelques semaines, il était devenu un succès. Selon le biographe de Terhune, Kurk Unkelbach, il a reçu des éloges de la plupart des critiques importants de l’époque. L’American Kennel Club Gazette rapporte que Terhune a gagné plus de 32 000 $ grâce à la publication des histoires de Lad. Destiné à l’origine aux adultes, le roman était un best-seller et a été acclamé par la critique sur le marché de la fiction pour adultes. À la fin de l’année, le livre avait fait l’objet de 18 tirages et, en 1935, plus de 250000 exemplaires avaient été vendus. En 1939, une édition anniversaire a été publiée, marquant sa 71e édition,. Pendant la Seconde Guerre mondiale, le roman a été réédité comme un livre de poche pour une distribution de masse aux militaires dans le cadre des Éditions des Forces armées (en). Dans les années 1960 et 1970, le roman a été classé dans la catégorie roman jeunes adultes, pour son contenu animal. Grosset et Dunlap réimprimèrent le roman dans de nouvelles éditions qui figuraient en bonne place sur leurs listes de livres pour enfants. En 1970, ces nouvelles éditions avaient vendu plus de 650000 exemplaires et Lad: A Dog a vendu plus d’un million d’exemplaires et reste le plus vendu de Terhune,. Considéré comme le roman qui « propulsa Terhune à la célébrité », il a été traduit et publié dans au moins six langues différentes. Recorded Books (en) a publié une édition intégrale de livres audio en 1997 sur cassette audio . En 2006, Alcazar AudioWorks a publié une version CD.
Les éleveurs de chiens vétérans de l’époque étaient les principaux critiques du roman, réprimandant la représentation de Terhune d’un colley irréaliste et parfait qui induirait le public en erreur en croyant qu’un tel chien pourrait exister. L’anniversaire et les éditions subséquentes, mettant en vedette un colley de sable et blanc, ont également attiré la critique de lecteurs fidèles car il ne ressemblait pas à Lad. La critique du New York Times Book Review, Alden Welch, a estimé que le roman lui-même « plairait certainement non seulement à tous les amoureux et maîtres des chiens, mais aussi à beaucoup de ceux qui n’en ont jamais possédé et qui n’ont pas de sympathie générale et aveugle pour eux ». Il trouva les histoires « intéressantes » et un « ajout le plus bienvenu à la littérature canine », louant le roman comme un « écrit délicieux » des œuvres de Terhune à ce jour. En 1968, Robert H. Boyle, de Sports Illustrated, déclarait que les histoires de Terhune étaient responsables de la participation active de nombreux éleveurs de colleys à l’époque. En appelant l’auteur une « figure divine » et le héros des « jeunes des années 20, 30 et même dans les années 40.« En comparant le travail au personnage populaire Lassie le colley, Boyle a noté que plutôt que d’avoir l’immortalité apparente de Lassie, les chiens de Terhune « ont mené des vies épiques et ils ont eu des morts épiques ».
Dans le numéro de l’automne 1996 du Raritan Quarterly Review (en), Stephen D. Cox (en), admet librement ne jamais avoir lu le livre, a néanmoins appelé Terhune un « écrivain bidouille » qui manquait de « compétences en narration » et a dénoncé Lad: A Dog comme un roman non-littéraire avec des « phrases [qui] sont insupportablement maladroites et lourdes » et « ont tendance à errer sur de longues ruptures avec ses obsessions personnelles ». Le qualifiant de travail « socialement intéressant », il concède que le roman a maintenu « l’intérêt intense et durable » des lecteurs en raison de son jeu réussi sur leurs émotions et « désir d’avoir un chien colley ». Il cite Irving Litvag, auteur de la biographie de Terhune Le maître de Sunnybank, déclarant que Lad « est devenu le chien que nous avons toujours voulu avoir et qui n’a jamais existé. Peut-être plus que cela, peut-être qu’il est devenu l’ami que nous attendions toujours, ou même le frère, ou le père ». Dans You’re only Young Twice : Children’s Literature and Film, Timothy Morris a estimé que le roman était « mal daté » en raison de changements dans la société américaine, et alors qu’il a déclaré qu’il aimait le travail, en le comparant à Anna Sewell Black Beauty il reproche Lad: A Dog, pour manque d’un « cadre autobiographique » et pour laisser les lecteurs deviner ce qui se passe.

## Suites et adaptations
S’appuyant sur le succès de Lad: A Dog, Terhune a écrit trente autres romans canins, dont deux mettant en vedette Lad,. Further Adventures of Lad, qui comprend les récits de son arrivée à Place et de sa mort, a été publié dans George H. Doran en 1922. Comme le premier, il est devenu un best-seller, salué par les nouveaux lecteurs et les fans existants. Les critiques, cependant, lui ont donné des critiques plus mitigées. Bien que certains louent les histoires et Lad, d’autres pensent que Lad est incroyable et dénonce sévèrement le style d’écriture de Terhune. Lad of Sunnybank a été réalisé en 1929 par HarperCollins et a inclus une autre sélection d’histoires sur la vie de Lad. Deux des colleys qui apparaissent dans Lad: A Dog, le fils de Lad, Wolf et un autre colley nommé Bruce, ont tous deux reçu leurs propres romans. Bruce a été publié par E. P. Dutton en 1920 et Wolf a été publié par Doran en 1925,.
Publié par Scholastic dans le cadre de son Hello reader ! série, Margo Lundell a adapté trois histoires des romans en une série de 48 livres d’images avec des illustrations de Don Bolognese. Le premier livre, Lad, a Dog: Lad to the Rescue, a été publié en août 1997 et adapte l’histoire de Lad sauvant le bébé d’un serpent venimeux. Les deux suivants, Lad, a Dog: Best Dog in the World (décembre 1997) et Lad, a Dog: Lad is Lost (février 1998), se concentrent sur la première exposition canine de Lad et se perdent par la suite,. Le dernier livre, Lad, a Dog: The Bad Puppy, paru en mai 1998, décrit l’éducation de Wolf par Lad.

### Adaptation en film
Article principal : Lad, A Dog (film) (en)
Dans les années 1960, Warner Brothers acheta les droits du roman à Max J. Rosenberg, de Vanguard Productions (en), qui les avait achetés à E. P. Dutton. Plus tard, ils négocient avec Anice Terhune les droits des deux romans de suite, espérant produire une suite et une série télévisée si le premier film réussit. Mettant en vedette Peter Breck, Peggy McCay (en), Carroll O’Connor et Angela Cartwright, le film mélange plusieurs histoires du roman avec quelques modifications pour en faire un récit fluide. Aram Avakian a d’abord été sélectionné pour être le réalisateur du film, mais son refus de créer une histoire de chien sentimentale a entraîné son renvoi ; il a été remplacé par Leslie H. Martinson,,. Le film sort le 6 juin 1962. Bien qu’il ait été salué par les fans et les critiques modernes, les critiques contemporaines ont estimé que le travail de Terhune ne se traduisait pas bien au cinéma et il a été considéré comme une série B à petit budget,,,.

## Lecture complémentaire
- Marshall, Kristina T. (2007). Forever Friends: A Guide to the Dogs of Sunnybank. États-Unis : Kristina T. Marshall. Biographies de style encyclopédique des chiens Sunnybank, y compris Lad, ainsi que d’autres informations sur les lignées de reproduction de Sunnybank.